# حركة مجتمع السلم
حركة مجتمع السلم أحد الأحزاب الكبيرة في الجزائر. وشعارها: العلم والعدل والعمل، تأسست هذه الحركة سنة 1990 على يد الشيخ محفوظ نحناح تحت اسم حركة المجتمع الإسلامي، شارك الحزب في جميع الاستحقاقات السياسية التي جرت في الجزائر، شكل في الفترة الممتدة منذ 2004 حتى يناير 2012 مع حزبي التجمع الوطني الديمقراطي وجبهة التحرير الوطني ما كان يسمى بالتحالف الرئاسي، وتكتل مؤخرا مع حركة النهضة الجزائرية وحركة الإصلاح الوطني فيما سمي بتكتل الجزائر الخضراء والذي كان يقوده عمار غول في العاصمة خلال الانتخابات التشريعية لسنة 2012.

## ثوابتها
- خدمة مصالح الشعب الجزائري.
- الحفاظ على مكتسبات ثورة التحرير.
- الرقي الاقتصادي.

## مرجعيتها
1. الإسلام بمصادره ومقاصده الكبرى باعتباره قوة جمع وتوحيد وضبط وتقارب بين أطراف الأمة الإسلامية وتوجهاتها وتطلعاتها، وهو كذلك مصدر إلهام وتجديد، وعنصر تفاعل للشعب، ورعاية مصالحه عبر الاجتهاد الجماعي والتعاون على البر والتقوى.
2. تراث الحركة الوطنية وتاريخها الحافل بالبطولات، وميراث جمعية العلماء المسلمين الجزائريين، وفضائل الزوايا التي كانت منبع إشعاع حضاري وإحياء للروح الوطنية والجهادية للشعب غداة الاستعمار (1830-1962 م).
3. بيان أول نوفمبر 1954 ببنوده وأهدافه، وما يشكله من نظرة شاملة ومتوازنة للدولة الجزائرية المنشودة ودورها في المحيط العربي والإفريقي والمتوسطي والمغاربي والإسلامي والعالمي.
4. القيم الحضارية السامية التي توصل إليها الفكر البشري لإسعاد البشرية وتحقيق استقرارها وأمنها الاجتماعي ورفاهيتها الاقتصادية

## أهدافها الأساسية
للحركة أهداف تسعى إلى تحقيقها بالكفاح السلمي والحوار الديمقراطي والشورى الشرعية، ومن تلك الأهداف الأساسية:
1. الحرية لجميع البشر.
2. إقامة الدولة التي نص عليها بيان أول نوفمبر 1954 م.
3. الاهتمام ببناء المواطن وإصلاحه.
4. تحقيق العدالة الاجتماعية والحكم الراشد.
5. الدفاع عن قيم الأمة ومبادئها وثوابتها.
6. توطيد الأمن والاستقرار واحترام الجوار.
7. العمل على تحسين المستويات المعيشية لجميع المواطنين.
8. العمل على توفير مناصب شغل للقادرين على العمل.
9. حماية الثروات الوطنية وحسن استغلالها.
10. حسن توظيف علاقات الجوار والعلاقات الإقليمية والدولية.
11. ترقية التحالفات بما يخدم المصالح العليا للأمة.
12. نصرة القضايا العادلة في العالم وعلى رأسها القضية الفلسطينية.
13. الدفاع عن حقوق الإنسان.
14. احترام العهود والمواثيق الدولية والسعي إلى إحلال السلم والأمن العالميين.

## لمحة تاريخـية
بعد أن حصلت الجزائر على استقلالها يوم 5 يوليو 1962 ظهرت خلافات حول شكل الدولة وطبيعتها، وزُجَّ بخيرة أبنائها (المعارضين للتوجهات الاشتراكية في غيابات السجون، وتعرض بعضهم للنفي أو للتصفيات الغامضة [بحاجة لمصدر] في إطار تصفية جيوب الثورة).
بادرت ثلة من رجالات الجزائر بالسعي إلى تأمين الاستقلال من أن تهتز أركانه أو تسرق الثورة في مهدها. ظهرت جمعيات خيرية تم حلها ومصادرتها والزّج ببعض رموزها في السجون، خاصة بعد أن وُضع رئيس جمعية العلماء المسلمين الجزائريين تحت الإقامة الجبرية. عندئذ بدأ التمهيد لفعل شيء ملموس، ولأن النظام لم يكن قد استقر بعد، جاء انقلاب جوان (يونيو) 1965 م، المسمّى بالتصحيح الثوري، ليحول المسار جذريا نحو اليسار الاشتراكي. وكانت البداية من الجامعة حيث قاد الشيخ محفوظ نحناح مع رفيقه الشيخ محمد بوسليماني تنظيما سرّيا أطلق عليه اسم «جماعة الموحدين» مع ثُلّة من الطلبة والأساتذة الذين كانوا يترددون على الحلقات الفكرية التي كان ينشطها الأستاذ مالك بن نبي.

### 1971
أقرّ النظام قوانين الاشتراكية، وظهرت الثورات الثلاث (الصناعية والثقافية والزراعية) كان من آثارها «تأميم» ممتلكات الشعب باسم الثورة، فظهرت حركات احتجاج وتمرد [بحاجة لمصدر] كان بعض رموزها ظاهرين وأكثرها عائما تحت سطح الأحداث بانتظار الوقت المناسب [بحاجة لمصدر].

### 1976
ظهرت بدايات الحديث عن «شيوعية الجزائر» باسم الاشتراكية وتم غزو [بحاجة لمصدر] الأرياف الجزائرية بالمبشرين بحزب الطليعة الاشتراكية وبجنة (كارل ماركس) والحديث بصوت مرتفع عن الإسلام الرجعي الذي يجب أن يستبدل بـ«الإسلام البروليتاري» وإسلام المستضعفين وظهرت «اشتراكية أبي ذر» و«برجوازية عثمان».
وسخّرت وسائل الإعلام المملوكة للدولة حينذاك، كل ما تملك لطلائع شباب الثورة وسائر التنظيمات التابعة للحزب الواحد والمعروفة باسم المنظمات الجماهيرية.
هنا انتفضت «جماعة الموحدين» ووزّعت نشرية نارية بعنوان «إلى أين يا بومدين؟»، وفي خضم مناقشة الميثاق الوطني ظهر تدين الشعب وتمسكه بمبادئه وثوابته مما أغضب النظام ودفعه إلى التنكيل برموز المد الإسلامي ولو كانوا طلبة في الجامعات بطرق «بوليسية» لا تخفى على أحد ممن عاشوا لحظات الحزب الواحد والنظام الشمولي (التوليتاري).
تم توقيف الشيخ نحناح  [بحاجة لمصدر] وجماعة الموحدين ممن كانوا معروفين بنشاطاتهم في الجامعات والأحياء الآهلة بالسكان وحكم عليهم بالسجن لسنوات تراوحت بين 03 و 12 عاما نافذة.

### 1978
مات الرئيس هواري بومدين ودخلت أجنحة النظام في صراع غير معلن [بحاجة لمصدر] تجاذب أطرافه رمزان كبيران مثلهما السيد محمد الصالح يحياوي (أمين عام الحزب الحاكم) والسيد عبد العزيز بوتفليقة (وزير الخارجية وأقرب المقربين من الرئيس الراحل) وانتهى الصراع الخفي إلى اختيار بديل ثالث تمثل في شخص السيد الشاذلي بن جديد الذي تولى رئاسة الجمهورية لمدة 13 عاما.

### 1981
خرج الشيخ نحناح من السجن وأتاح الرئيس بن جديد نوعا من الحريات أمام الجميع، وبدأ التراجع عن الاشتراكية، وظهرت نداءات التجديد والمحافظة داخل الحزب الحاكم، وتولّد عن ذلك ظهور أجنحة متصارعة هبّت عليها رياح الصحوة الإسلامية[بحاجة لمصدر] بعد سقوط شاه إيران وبداية التصدع العربي في الخليج وانكشفت عورات الأنظمة العربية أمام تبجح العدو الصهيوني.

### 1982
صراع الجامعات واكتساح ممثلي الصحوة الإسلامية لكل منابر العمل الطلابي في كل جامعات القطر.

### 1988
انفجرت أحداث أكتوبر المأساوية التي جاءت بدستور 23 فبراير 1989، وقبلها كانت جماعة الموحدين قد بادرت بتشكيل جمعية خيرية سمتها «جمعية الإرشاد والإصلاح» وقد لعبت دورا بارزا في توجيه الأحداث والتكفل بالجانب الاجتماعي قبل ميلاد الأحزاب الجزائرية وتناسلها من تحت المادة (40) من الدستور الجديد.

### 1990
انتشرت الأحزاب السياسية حتى أن عددها فاق السبعين (70) حزبا وتنظيما من مختلف المشارب الوطنية واليسارية والجهوية والعلمانية والإسلامية التي كان من أبرزها وأقواها وأكثرها انتشارا في الساحة الوطنية:
- الجبهة الإسلامية للإنقاذ تحت رئاسة الشيخ عباسي مدني.
- جمعية الإرشاد والإصلاح التي ترأسها الشيخ محفوظ نحناح.
- جمعية النهضة الإسلامية التي ترأسها الشيخ عبد الله جاب الله.
- رابطة الدعوة الإسلامية التي ترأسها الشيخ أحمد سحنون والتي دعا إلى تأسيسها الشيخ محفوظ نحناح في إطار فكره التعاوني بين الإسلاميين، حيث دعا أيضا إلى تشكيل التحالف الوطني الإسلامي حماية للمشروع الإسلامي ودعما لمعاني الأخوة والوحدة الإسلامية.

غير أن منهج المغالبة والأحادية الذي سلكه زعماء جبهة الإنقاذ استفزّ المؤسسة العسكرية، وهدّد مصالح الداخل والخارج، فكانت الخطة المحكمة قلب طاولة اللعب بعد انتخابات 26 ديسمبر 1991.

### 06 ديسمبر 1990
بعد اختلاط الحابل بالنابل [بحاجة لمصدر] أعلنت جماعة الشيخ محفوظ نحناح عن تأسيس حزب سياسي جديد (بعد أن نفضت يديها من كل محاولات إصلاح ذات البين أو التعاون، مع الأحزاب الإسلامية القائمة التي كانت تطلب الاندماج والذوبان الكامل في كياناتها)
و وجدت الجماعة نفسها مضطرة إلى حفظ كيانها من تهديدات الداخل والخارج (عبر منهجية التميز) فأعلنت عن ميلاد (حركة المجتمع الإسلامي: حماس).

### 29 ماي 1991
عقد مناضلو الحركة (حركة مجتمع السلم) أول مؤتمر لحزبهم، وتم اعتماد القانون الأساسي والنظام الداخلي واللوائح الضابطة للمسار السياسي، وانتخب الشيخ محفوظ نحناح رئيسا للحزب.
لم تتخلف الحركة عن المشاركة في كل الاستحقاقات الانتخابية منذ بدايتها يوم 12 جوان (يونيو) 1990 إلى 08 أفريل 2004 ورفضت الحركة سياسة الكرسي الشاغر، وسياسة المواجهة، وقد كان لمشاركتها أثر فعّال في تنشيط الحياة السياسية.
- لم تكف الحركة عن محاولات جمع الشمل ورأب الصدع.
- لم تتخلف عن تقديم المبادرات السياسية لإصلاح ذات البين حتى صارت تعرف باسم «حركة المبادرات».
- لم تتخل عن التزاماتها تجاه الشعب رغم المحن.
- رفضت الحركة العنف بكل أشكاله، ومن أي جهة كان ودعت بالمقابل إلى الحوار، ودعت كذلك إلى الوسطية والاعتدال ونادت بالمصالحة الوطنية.
- فقدت أكثر من 500 كادرا من كوادرها في مقدمتهم الشيخ بوسليماني (نائب رئيس الحركة).

### 1994
شاركت الحركة في ندوة الوفاق الوطني التي جاءت بالسيد اليمين زروال رئيسا للدولة، واقترحت ميلاد هيئة تشريعية بديلا عن «المجلس الاستشاري» الذي شكله الرئيس المغتال محمد بوضياف، فكان ميلاد «المجلس الوطني الانتقالي» الذي شاركت فيه حركة المجتمع الإسلامي (حماس) بخمسة أعضاء هم:
- عبد المجيد مناصرة.
- عبد القادر بن قرينة.
- بشير طويل.
- موسى رزيـق.
- عبد اللطيف بن وارد.

كأول تجربة مشاركة سياسية للحركة في أجهزة السلطة والحكم.

### 1995
دخلت (حماس) بمرشحها لرئاسة الجمهورية السيد محفوظ نحناح وتحصلت على المرتبة الثانية بواقع 3.2 مليون صوت وبنسبة 24 % من الأصوات المعبر عنها، وكان الهدف من هذا الترشح هو إعادة بناء مؤسسات الدولة الجزائرية وترسيم خط الوسطية والاعتدال وبيان الوجه الصحيح للإسلام والحركة الإسلامية.

### 1996
دخلت الحركة في الحكومة بوزيرين كأول تجربة لدخول الإسلاميين الجزائريين إلى الجهاز التنفيذي:
- وزارة المؤسسات الصغيرة والمتوسطة: للأخ الوزير عبد القادر حميتو.
- كتابة الدولة للصيد البحري: للأخ الوزير أبو جرة سلطاني.

وكانت هذه التجربة مشجعة على التحاق آخرين من حركة النهضة فيما بعد (بوزيرين) بعد أن تأكدت كل الأطراف من أن مسار الحركة ناضج وواعد.

### 1997
شاركت الحركة في الانتخابات البرلمانية التعددية الأولى، وكذلك في المحليات (البلدية والولاية)، وكان حظها دون مستواها الحقيقي بسبب ما طال العملية الانتخابية من تزوير، فقد حصلت على 71 مقعدا بالبرلمان وحوالي 1100 منتخبا محليا منها حوالي 24 بلدية تسيرها الحركة.
بفضل هذه النسبة ارتفع عدد الوزراء إلى 07 حقائب:
- وزارة الصناعة وإعادة الهيكلة: للوزير عبد المجيد مناصرة.
- وزارة المؤسسات الصغيرة والمتوسطة: للوزير أبو جرة سلطاني.
- وزارة السياحة والصناعات التقليدية: للوزير عبد القادر بن قرينة.
- وزارة النقل: للوزير سيد أحمد بوليل.
- كتابة الدولة للصيد البحري: للوزير عبد القادر حميتو.
- كتابة الدولة للبيئة: للوزير بشير عمرات.
- كتابة الدولة للصناعات التقليدية: للوزير محمد نورة.

وقد اتضحت معالم المشاركة السياسية بشكل عام، وفي الجهاز التنفيذي بشكل خاص، وصارت حديث وسائل الإعلام كون التيار الإسلامي قد أثبت جدارته في التسيير والتحكم وقدرته على التعايش مع التيارات المحسوبة على العلمانية مما وفر على الجزائر جهدا كبيرا ووقتا ثمينا وقلص مدة المراحل الانتقالية، ومهد لميلاد ديموقراطية تشاركية في حدها الأدنى.
في منتصف عهدته، استقال الرئيس اليمين زروال، وتسارعت الأحداث لتنتهي بتنظيم انتخابات رئاسية مسبقة، حُرِم من خلالها الشيخ محفوظ نحناح بقرار إداري متعسف في حقه وفي حق حركة مجتمع السلم المكيفة مع قوانين الجمهورية سنة 1996 بالتنازل عن اسمها القديم (حركة المجتمع الإسلامي) إلى (حركة مجتمع السلم) بحجة عدم استخدام الثوابت الوطنية لأغراض سياسية، ومع ذلك تعسفت الإدارة وحرمت الشيخ نحناح من المشاركة في السباق الرئاسي بحجة عدم موافات شروط الترشح وبالأخص عدم إثباته لمشاركته في حرب التحرير.

### 1998
عقدت حركة مجتمع السلم مؤتمرها الثاني في مارس 1998 بقصر الأمم بنادي الصنوبر، الجزائر العاصمة، تحت شعار «السلم والتنمية»، والذي كرس منهج المشاركة وعمق خط الوسطية والاعتدال ونادى بضرورة الائتلاف والتحالف للمساهمة في إخراج البلاد من أزمتها.

### 1999
تم تنظيم الانتخابات الرئاسية المسبقة التي خاضها سبعة مرشحين في غياب الشيخ نحناح (المقصى من السباق بافتعال شهادة العضوية في الثورة) ومع هذا الإقصاء المر –وتغليبا للمصلحة العامة على المصلحة الحزبية– وقف الشيخ محفوظ نحناح موقفا مشرفا من الرئاسيات، وسامح الذين أقصوه، أو تسببوا في إقصائه، ووقّع عقد ائتلاف حزبي ضم كل من:
- جبهة التحرير الوطني.
- التجمع الوطني الديمقراطي.
- حركة النهضة.
- حركة مجتمع السلم.

لدعم ترشيح السيد بوتفليقة في السباق الرئاسي خوفا على الجزائر من أن تسقط في أيدي العلمانيين، أو تعود إلى دوامة العنف من جديد، وهو الموقف الذي لم تفهمه بعض الأطراف المناوئة، والتي أثّرت بانتقاداتها الكثيرة على المناضلين عن طريق القصف الإعلامي بين 99 – 2002، كما تقلص عدد الحقائب الوزارية:
- وزارة العمل والحماية الاجتماعية: للأخ الوزير أبو جرة سلطاني.
- وزارة الصناعة: للأخ الوزير عبد المجيد مناصرة.
- وزارة المؤسسات الصغيرة والمتوسطة: للأخ الوزير عبد القادر سماري.
- وزارة الصيد والموارد الصيدية: للأخ الوزير عمر غول.

ومع أن أداء الحركة في الحكومة، كما في البرلمان، قد تميز بديناميكية جديدة وساهم في رفع الغبن عن كثير من المواطنين إلا أن الحصائل الإيجابية لم تشفع للحركة في الاستحقاقات القادمة.

### 2002
جرت الانتخابات البرلمانية، وبعدها الانتخابات المحلية، في نفس السنة، وقد لامستها كذلك أيدي المزورين (ملامسات في العمق لفائدة الحزب الحاكم) حيث وجدت حركة مجتمع السلم نفسها تتقهقر إلى المرتبة الرابعة، بعدما كانت تحتل المرتبة الثالثة، بواقع 38 نائبا بالبرلمان، و38 بلدية وحوالي 1200 منتخبا محليا ممّا عرّضها لكثير من المزايدات السيّاسية والمضايقات الحزبية، لكن الجميع يشهدون لها بثلاث خصال:
- السّمت التربوي في التعامل مع الآخر.
- الوسطية والاعتدال في خصوماتها السياسية.
- الانضباط الحزبي الداخلي من الموقع التنظيمي والتربوي.

الحقائب الوزارية تحسنت نوعيا وبقيت الكمية نفسها (04 وزارت) بعد ضياع وزارة العمل والحماية الاجتماعية (التي لم تخرج من أيدي اليساريين –خلال 40 عاما- سوى مرة واحدة لتديرها حركة مجتمع السلم).
لقد احتفظت الحركة بالوزارات الثلاث:
- وزارة الصناعة: للأخ الوزير الهاشمي جعبوب.
- وزارة المؤسسات الصغيرة والمتوسطة: للأخ الوزير مصطفى بن بادة.
- وزارة الصيد والموارد الصيدية: للأخ الوزير إسماعيل ميمون.
- ثم أضيفت للحركة وزارة جديدة ثقيلة هي وزارة الأشغال العمومية التي يديرها الأخ الوزير عمر غول، بالإضافة إلى 10 نواب (أعضاء في مجلس الأمة: مجلس الشيوخ)، ستة (06) منهم منتخبون وأربعة (04) في الثلث الرئاسي.

أكد الأستاذ بكلية التاريخ بجامعة وهران السيد حسان رمعون أن بيان أول نوفمبر 1954 الذي رافق اندلاع حرب التحرير المجيدة يمثل نصا مؤسسا للدولة الجزائرية. وأوضح الأستاذ رمعون عشية الاحتفال بالذكرى 58 لاندلاع الثورة التحريرية أنه إذا كان الفاتح من نوفمبر يمثل حقيقة «حدثا أساسيا» فإن البيان الموجه للشعب الجزائري والذي رافق اندلاع الحرب هو بمثابة «النص المؤسس للدولة الجزائرية».
وحسب المؤرخ رمعون فإن نص البيان يعتبر مؤسسا للدولة الجزائرية لكونه يتضمن مبادئ أساسية تتمثل في الكفاح من أجل بناء دولة وطنية قائمة على أساس المقومات التي يملكها المجتمع الجزائري أو من كان يعتبر آنذاك بالشعب الجزائري في 1954.
وأشار المتحدث في هذا الشأن إلى أنه جاء في بيان الفاتح من نوفمبر أن الهدف الأساسي من وراء القيام بالثورة هو «إقامة دولة ديمقراطية واجتماعية ذات سيادة مع احترام المبادئ الإسلامية».
وعن سؤال حول اختلاف وجهات النظر بخصوص أهمية نص بيان أول نوفمبر قال المؤرخ أن كل النصوص «بما فيها نص بيان أول نوفمبر 1954» التي ساهمت في تاريخ ومستقبل المجتمعات والإنسانية كانت «محل تساؤلات وانتقادات الأجيال التي أتت فيما بعد وذلك حسب المفاهيم الاجتماعية والتاريخية المتجددة».
وعليه أضاف المؤرخ رمعون فان كل هذه النصوص «استعملت من طرف تيارات اجتماعية وسياسية أو إيديولوجية تعتبر أطرافا فاعلة في الكفاح الحاضر والرهانات» ولذا اعتبر المؤرخ أن أي نص قام بصياغته أفراد (أو بشر) على غرار نص بيان أول نوفمبر يجب أن يتم تقييمه مع الأخذ بعين الاعتبار الإطار والظروف التي تم الإعلان عنه فيها.
وأردف المتحدث قائلا أن الأمر لا يتعلق بتاتا بنص «منزل» مضيفا أن كل التحليلات والتفسيرات التي قدمت منذ 1962 إلى غاية اليوم كانت «مرتبطة برهانات مجتمع وعلاقات قوة ظرفية».
وأضاف السيد رمعون، في نفس السياق، أن محرري بيان الفاتح نوفمبر وجهوا نداءهم إلى مختلف تشكيلات الحركة الوطنية التي فشلت في 1952 في إنشاء تجمع أو جبهة المسماة بـ» الجبهة الجزائرية للدفاع واحترام الحريات» رغم نجاحها في البداية في تعبئة الشعب الجزائري.
وحسب المؤرخ فقد أراد محررو بيان أول نوفمبر تعبئة تلك التشكيلات السياسية بالتعهد لهم بالتكفل بكل برامجهم السياسية وتطلعاتهم خصوصا تلك المتعلقة «بتحقيق السيادة الوطنية وضمان الديمقراطية وكذا التكفل بالهوية الوطنية».
وبالنظر إلى كل هذه النقاط فإنه واحتراما لنص بيان أول نوفمبر ومحرريه فانه على جزائريي القرن الواحد والعشرين أن يكونوا في مستوى أبائهم للتعبير عن أرائهم بكل جرأة في عالم يشهد تحولا عميقا بفضل «ولو بجزء صغير» كفاحهم.
ولكل هذه الأسباب اعتبر المؤرخ أن جزءا كبيرا من مضمون بيان الفاتح نوفمبر قد انتقل من «مجرد هدف إلى حقيقة معاشة» بما أن «الجزائريين الذين كانوا ولفترة طويلة عبيدا في إمبراطورية فرنسا الاستعمارية تمكنوا بفضل كفاحهم من انتزاع حريتهم والحصول على وطنيتهم واثبات وجودهم».
كما تكمن أهمية نداء الثورة أيضا، حسب المؤرخ إلى كون نص بيان الفاتح من نوفمبر كان موجها بالإضافة إلى الشعب الجزائري إلى الأقلية الأوروبية التي كانت تعيش بالجزائر خصوصا اليهودية منها علما أن هذه الفئة (الأوروبية) كانت تمثل آنذاك ما يقارب 10 بالمائة من مجموع السكان والتي كانت تتمتع بامتيازات سياسية واجتماعية جد خاصة مقارنة بالشعب الجزائري.
وحول الأسباب التي أدت بمحرري البيان إلى إدراج الفئة الأوروبية ضمن هذا البيان التاريخي أوضح السيد رمعون أن الذين صاغوه كانوا يريدون من وراء المبادرة محاصرة مؤيدي الفكر الاستعماري من جهة ومن جهة ثانية توجيه رسالة لأوروبيي فرنسا الذين لا يزالون يأملون بحل سلمي للنزاع.
وفي سياق متصل، أكد المؤرخ حسان رمعون أن النداء الرسمي الموجه للجزائريين في الفاتح من نوفمبر 1954 ثلاثة أشهر بعد الهزيمة النكراء التي منيت بها فرنسا الاستعمارية في معركة «ديان بيان فو» الشهيرة (الفيتنام) وقبل أشهر قليلة فقط من انعقاد قمة باندونغ لدول عدم الانحياز والذي ساهم في دحر القوة الاستعمارية كان بمثابة نقلة نوعية من الكفاح السياسي إلى المسلح.
وأوضح الأستاذ في هذا الشأن أن قرار الانتقال إلى الكفاح المسلح اتخذ بعد إنهاك الكفاح السلمي الذي ميز القرن العشرين خصوصا ما بين الحربين العالميتين (1918-1939) الذي انتهى بأزمة حزب الشعب وحركة انتصار الحريات الديمقراطية ارتأى جيل جديد مر عبر المنظمة الخاصة إلى الانتقال إلى مرحلة جديدة أعطت نفسا جديدا للكفاح الوطني وهذا بالسماح لكل الأطراف والتيارات من الانتقال إلى انتفاضة بوجه جديد- أضاف المؤرخ

### 19 جوان (يونيو)2003 م
انتقل مؤسس حركة مجتمع السلم إلى مثواه الأخير مخلفا وراءه منهجا واضحا، وجماعة متماسكة، وتجربة في آخر أطوار نضجها، ووطنا بدأ يخرج من محنته وأزمته الوطنية شيئا فشيئا في أجواء تسيطر عليها ظلال ما بعد 11 سبتمبر 2001، وتخبطات إقليمية ودولية صعبة، وبؤر توتر دموية مأساوية (فلسطين، العراق).

### 08 أوت (أغسطس) 2003 م
انعقد المؤتمر الثالث للحركة لينتخب أبو جرة سلطاني خلفا للشيخ محفوظ نحناح

### 08 أفريل 2004
جرت الانتخابات الرئاسية التعددية الثالثة التي اختار فيها مجلس الشورى الوطني ترقية الائتلاف الحزبي إلى تحالف رئاسي على أساس «ميثاق» ضم:
- جبهة التحرير الوطني.
- حركة مجتمع السلم.
- التجمع الوطني الديمقراطي.

في وثيقة تم توقيعها يوم 16 فبراير 2004 تتضمن مبادئ وثوابت وأهدافا وآليات عمل،
وبعد عملية انتخابية تعتبر من أنظف الانتخابات في الجزائر فاز مرشح المصالحة الوطنية السيد عبد العزيز بوتفليقة بأغلبية كبيرة بلغت 84.99%.
وهي الانتخابات التي فسحت المجال للخروج النهائي من الأزمة وتحقيق المصالحة الوطنية وحل مختلف الملفات العالقة:
- ملف المفقودين.
- ملف الشراكة.
- الملف الاقتصادي.
- ملف السكن.

كما أكدت أن الشعب الجزائري متمسك بخطاب الثوابت والمصالحة والسلم والحوار والقيم الإسلامية الأصيلة.

### 2004
تتمتع حركة مجتمع السلم، في الجزائر وفي الخارج أيضا، بسمعة طيبة لدى العام والخاص، وهي رقم مهم في معادلة السياسة الجزائرية، و«شعرة الميزان» المرجحة للصراع والدالة على سلامة المسار الوطني، ما زالت مشاركتها في الحكومة بأربعة وزراء، ولها في المجلس الشعبي الوطني 38 نائبا، وبمجلس الأمة 10 أعضاء ممّا مكّنها من تشكيل كتلتين برلمانيتين (عليا وسفلى) ولها كذلك 38 بلدية تديرها بشكل مباشر وحوالي 1200 منتخبا محليا، ولها انتشار تنظيمي وهيكلي واسع يغطي كامل التراب الوطني، كما أن لها مناضلون في الجالية بالقارات الخمس.
وهي مشاركة في الحكومة والبرلمان والمجالس المنتخبة – رغم أن هذه المشاركة لا تعبر عن الحجم الحقيقي للحركة.
هذه هي حركة مجتمع السلم، وهذا هو منهجها، وهي اليوم (في طورها الجديد) تدعو كل المخلصين والمتعاطفين مع الثوابت والمبادئ، من أبناء الجزائر وبناتها، أن يساهموا معها بما يملكون من واجب الوقت للتصدي للهجمة الشرسة [بحاجة لمصدر] التي تشن على الهوية العربية والإسلامية للأمة لاجتثاثها من جذورها عن طريق تعويم منظوماتها التربوية، وقوانينها الأسرية، ونسيجها الاجتماع

### 2008
انعقد المؤتمر الرابع للحركة بالقاعة البيضاوية في ظل خلاف كبير أسفر عنه تأسيس عدد كبير من مؤسسي الحركة وقيادتها لـ حركة الدعوة والتغيير.

### 2009
الآن تشارك حركة مجتمع السلم بأربع وزراء في الحكومة الجزائرية بعد استقالة رئيسها من الهيئة التنفيذية (الحكومة)، وتحوز الحركة 31 نائبا في البرلمان و 04 نواب في مجلس الأمة وتسير.
اما في الانتخابات البلدية المزمع اجراءها في 29 نوفمبر 2012 فان حركة حمس ستضرب بقوة خاصة في ولاية تبسة مسقط رأس رئيس الحركة الشيخ أبو جرة سلطاني وبالذات والتحديد نخص بالذكر بلدية العقلة الحصن المنيع في هذه الحركة الإسلامية وكذلك بلدية السطح قنتيس هذه الأخيرة رشح على رأس قائمة حمس السيد حسين يونس المولود ببلدية العقلة ولاية تبسة من عائلة مجاهدة تقدس الوطن وولائها له لاغبار عليه، وهو شخص نبيه وواعد لهذه البلدية بالصلاح وخدمة المواطن في حدود استطاعته، ولعلم سكان هذه البلدية فهي تعاني من العزلة ومن التهميش في كل الميادين الفلاحية والرعوية ـ بلدية فلاحية بالدرجة الأولى ـ ويعد سكانها كما اسفنا الذكر بالتنمية وتحسين مستوى المعيشة ـ في حال نال رئاسة البلدية أو كان عضوا فعالا فيها ـ وفي الأخير نرجو ان تنال هذه القائمة ثقة المنتخبين.

## الأداء الانتخابي

### التشريعية
| تاريخ الانتخابات     | عدد الأصوات          | نسبة الأصوات         | عدد المقاعد          | الرتبة               | النتيجة |
| المجلس الشعبي الوطني | المجلس الشعبي الوطني | المجلس الشعبي الوطني | المجلس الشعبي الوطني | المجلس الشعبي الوطني | المجلس الشعبي الوطني |
| -------------------- | -------------------- | -------------------- | -------------------- | -------------------- | --- |
| 1991                 | 368,697              | 5.35%                | 0 / 232              | الرابعة              | في المعارضة (1991-1995)، ثم في حكومة أويحيى الأولى (1996-1997)                                                                     |
| 1997                 | 1,553,154            | 14.8%                | 69 / 380             | الثانية              | في الحكم (1997-2002): حكومة أويحيى الثانية، حكومة حمداني، حكومة بن بيتور، حكومة بن فليس الأولى، حكومة بن فليس الثانية              |
| 2002                 | 523,464              | 7.05%                | 38 / 389             | الرابعة              | في الحكم (2002-2007): حكومة بن فليس الثالثة، حكومة أويحيى الثالثة، حكومة أويحيى الرابعة، حكومة أويحيى الخامسة، حكومة بلخادم الأولى |
| 2007                 | 552,104              | 9.64%                | 52 / 389             | الثالثة              | في الحكم (2007-2012): حكومة بلخادم الثانية، حكومة أويحيى السادسة، حكومة أويحيى السابعة، حكومة أويحيى الثامنة، حكومة أويحيى التاسعة |
| 2012                 | 475,049              | 6.22%                | 49 / 462             | الثالثة              | تحالف انتخابي تكتل الجزائر الخضراء (حركة مجتمع السلم، حركة النهضة الإسلامية، حركة الإصلاح الوطني) في المعارضة                      |
| 2017                 | 393,632              | 6.09%                | 33 / 462             | الثالثة              | تحالف انتخابي مع جبهة التغيير في المعارضة                                                                                          |

### الرئاسية
| تاريخ الانتخابات         | المرشح                   | عدد الأصوات              | نسبة الأصوات             | النتيجة                  |
| رئيس الجمهورية الجزائرية | رئيس الجمهورية الجزائرية | رئيس الجمهورية الجزائرية | رئيس الجمهورية الجزائرية | رئيس الجمهورية الجزائرية |
| ------------------------ | ------------------------ | ------------------------ | ------------------------ | ------------------------ |
| 1995                     | محفوظ نحناح              | 2,971,974                | 25.58%                   | الثاني                   |
| 1999                     | لم تشارك                 | لم تشارك                 | لم تشارك                 | لم تشارك                 |
| 2004                     | لم تشارك                 | لم تشارك                 | لم تشارك                 | لم تشارك                 |
| 2009                     | لم تشارك                 | لم تشارك                 | لم تشارك                 | لم تشارك                 |
| 2014                     | لم تشارك                 | لم تشارك                 | لم تشارك                 | لم تشارك                 |
| 2019                     | لم تشارك                 | لم تشارك                 | لم تشارك                 | لم تشارك                 |

## وصلات خارجية
- الموقع الرسمي لحزب حركة مجتمع السلم